# Спрыгин, Иван Иванович
Ива́н Ива́нович Спры́гин (23 июня (5 июля) 1873, Пенза — 2 октября 1942, Пенза) — ботаник, исследователь природы Среднего Поволжья, Пензенской области, Средней Азии и Казахстана, один из основоположников природоохранного дела в России.
Доктор биологических наук, профессор.

## Биография
Иван Спрыгин родился в Пензе в семье железнодорожника, саранского мещанина Ивана Михайловича Спрыгина и его законной жены Анны Ивановны. Закончил Пензенскую гимназию, затем физико-математический факультет Казанского университета по разряду естественных наук. За хранение нелегальной литературы в декабре 1894 г. был арестован и отдан под суд, однако благодаря амнистии был освобождён и смог окончить университет. Неблагонадёжный выпускник не мог продолжать карьеру в университете, несмотря на диплом I степени и ходатайство факультета о его назначении на должность хранителя ботанического кабинета. Спрыгин ещё семь лет находился под негласным надзором полиции.
Вернувшись в родную Пензу, не сразу смог устроиться на преподавательскую работу. Ему удалось устроиться лишь делопроизводителем в Пензенское художественное училище. Только спустя некоторое время он был допущен преподавать в училище естественную историю, химию и географию. Преподавал также в мужской и женской гимназиях, в Пензенском землемерном училище. Позже преподавал в вузах Пензы и Ташкента.
В 1896 проводил ряд исследований по изучению растительности Пензенского края.
8 января 1899 года женился на Нонне Ивановне Цилли (1880—1953), дочери надворного советника.
В 1909—1911 годах служил ботаником почвенно-оценочных работ в Пензенской губернии. С 1911 по 1916 года руководил ботаническими экспедициями в Средней Азии. В 1920-х годах исследовал территории для государственных заповедников в Мордовии, Жигулёвских горах, руководил геоботаническими экспедициями Средне-Волжского края по изучению растительности для нужд сельского хозяйства.
Автор научного труда «Лекарственные растения Пензенской области», последнюю страницу которого дописал за три часа до смерти.
Умер в Пензе 2 октября 1942 года. Похоронен на Митрофановском кладбище в Пензе.

## Научная деятельность
Иван Спрыгин являлся одним из организаторов Пензенского общества любителей естествознания, был его председателем с 1911 по 1929 годы. В 1914 году общество ходатайствовало перед природоохранной комиссией России «о заповеднии в Пензенской губернии четырёх участков». Тогда просьба не была удовлетворена. Первый заповедник Спрыгин смог организовать только в 1919 году — «Попереченская степь» (по времени возникновения это был третий заповедник в России). В Пензе Иван Спрыгин организовал естественно-исторический музей, ботанический сад, гербарий.
В 1920—1921 годах разрабатывал вопросы классификации растительных степных сообществ, изменчивость растений, их полиморфизм, влияние на процессы видообразования. Разработал концепцию реликтовых растений Приволжской возвышенности, а также методику составления карт восстановленного (существовавшего до начала земледелия) растительного покрова. Тогда же по инициативе Спрыгина были заповеданы ещё пять участков в Пензенской области, три — в Жигулёвских горах и два в других областях.
В 1927 году Спрыгин стал первым директором Средневолжского заповедника, который с 1977 года носит его имя. Была произведена полная инвентаризация флоры заповедника, открыто 5 новых видов растений. Предположительно в 1929 году Иван Спрыгин опубликовал наблюдения о гоминиде (снежном человеке) на территории Самарской луки.. В 1930 году Спрыгин писал:

В недалеком будущем настанет тот момент, когда каждому будет понятна необходимость беречь основной, дарованный нам природой капитал, на проценты с которого мы живем… Но, к сожалению, это будущее ещё не наступило. Мы давно уже живем не на проценты, а на сам капитал природы. Разбазарим, а что дальше?

Виды растений, описанные И. И. Спрыгиным:
- Crambe gordjaginii Sprygin et Popov
- Thymus pilosus Sprygin
- Trapa alatyrica Sprygin ex V.N. Vassil.
- Trifolium ciswolgense Sprygin ex Iljin et Trukh.

## Память
Имя Ивана Ивановича Спрыгина носят Жигулёвский государственный заповедник, Пензенский ботанический сад и Пензенский научный гербарий (РКМ) Архивная копия от 1 сентября 2016 на Wayback Machine
В честь учёного названы таксоны растений:
- Astragalus spryginii M. Popov
- Berberis vulgaris L. ssp. spryginii Tzvelev
- Brachypodium sylvaticum (Huds.) P. Beauv. ssp. spryginii Tzvelev
- Campanula x spryginii Saksonov et Tzvelev
- Cousinia spryginii Kult.
- Festuca spryginii Tzvelev
- Koeleria spryginii Tzvelev
- Ranunculus spryginii Tzvelev
- Thymus spryginii Vasjukov
- Trapa spryginii V.N. Vassil.
- Trifolium spryginii Belyaeva et Sipliv.
- Valeriana spryginii P. Smirn.
- Род Spryginia M. Popov (Brassicaceae)

Жигулёвским заповедником присуждается премия имени И. И. Спрыгина за лучшие работы в области теории и практики заповедного дела и охраны биологического разнообразия.

## Научные труды
- Спрыгин И. И. Материалы к флоре губерний Пензенской и Саратовской // Тр. о-ва естествоиспыт. при Казан. ун-те. 1896. Т. 29, вып. 6. С. 1-75.
- Спрыгин И. И. Почвенные и ботанические исследования в Пензенском и Городищенском уездах в 1896—1899 гг. // Тр. о-ва естествоиспыт. при Казан. ун-те. 1900. Т. 33, вып. 5. С. 1-60.
- Спрыгин И. И. Сосна и её спутники в Пензенском уезде // Тр. О-ва естествоиспыт. при Казан. ун-те. 1908. Т. 41, вып. 3. С. 3-158.
- Спрыгин И. И. Ботанические исследования в Пензенской губернии в 1909 и 1910 гг. (Предварительный отчет). Пенза, 1911. 19 c.
- Спрыгин И. И. О некоторых редких растениях Пензенской губернии // Тр. Пенз. о-ва любит. естествознан. 1913 (1914). Вып. 1. С. 1-17.
- Спрыгин И. И. Новая работа из области северных степей // Тр. Пенз. о-ва любит. естествознан. 1915. Вып. 2. С. 143—170.
- Спрыгин И. И. О некоторых редких растениях Пензенской губернии. 2-е сообщ. // Тр. Пенз. о-ва любит. естествозн. 1915. Вып. 2. 10 с.
- Спрыгин И. И. О некоторых редких растениях Пензенской губернии. 3-е сообщ. // Тр. Пенз. о-ва любит. естествозн. 1918 (1917). Вып. 3-4. С. 131—141.
- Спрыгин И. И. Ботанико-географическое описание и естественно-географические районы // Обзор сел. хоз-ва Пензенской губ. и основные направления его восстановления. Пенза, 1922. Ч. 1. С. 19-24.
- Спрыгин И. И. Материалы к описанию степи около д. Поперечной Пензенского уезда и заповедного участка на ней // Работы по изучению пензенских заповедников. Пенза, 1923. Вып. С. 1-45.
- Спрыгин И. И. Из области Пензенской лесостепи. I. Травяные степи Пензенской губернии. М., 1925 (1926). 242, XIII с.
- Спрыгин И. И. О находках Anemone altaica Fisch. в Арбековском заповеднике около Пензы. М., 1925. 9 с.
- Спрыгин И. И. О некоторых редких растениях Пензенской губернии. 4-е сообщ. Пенза, 1927. 16 с.
- Спрыгин И. И. Растительный покров Средне-Волжского края. Самара; М., 1931.
- Спрыгин И. И. Реликты во флоре Поволжья // Проблемы реликтов во флоре СССР. М.; Л., 1938. Вып. 1. С. 58-61.
- Спрыгин И. И. Реликтовые растения Поволжья // Материалы по истории флоры и растительности СССР. М., 1941. С. 293—314
- Спрыгин И. И. Лекарственные растения Пензенской области. Пенза, 1945. 64 с.
- Спрыгин И. И. Из области Пензенской лесостепи. II. Кустарниковые степи // Науч. наследство. М., 1986. Т. 11: Спрыгин И. И. Материалы к познанию растительности Среднего Поволжья. С. 194—241.
- Спрыгин И. И. Материалы к изучению водяного ореха Trapa natans // Науч. наследство. М., 1986. Т. 11: Спрыгин И. И. Материалы к познанию растительности Среднего Поволжья. С. 291—494.
- Спрыгин И. И. О полиморфных видах растений // Науч. наследство. М., 1986. Т. 11: Спрыгин И. И. Материалы к познанию растительности Среднего Поволжья. С. 269—290.
- Спрыгин И. И. Растительный покров Пензенской губернии // Науч. наследство М., 1986. Т. 11: Спрыгин И. И. Материалы к познанию растительности Среднего Поволжья. С. 22-193.
- Спрыгин И. И. Сфагновые болота Приволжской возвышенности // Науч. наследство М., 1986. Т. 11: Спрыгин И. И. Материалы к познанию растительности Среднего Поволжья. С. 244—268.
- Спрыгин И. И. Опыт анализа флоры Среднего Поволжья и его заповедников // Самарская Лука: Бюл. Самара, 1993. Вып. 4. С. 16-25.
- Спрыгин И. И. Из области Пензенской лесостепи. III. Степи песчаные, каменисто-песчаные, засоленные, на южных и меловых склонах / Сост. Л. А. Новикова; Под ред. В. Н. Тихомирова. Пенза, 1998. 139 с.
- Спрыгин И. И. Опыт анализа флоры Среднего Поволжья и его заповедников. Вып. 1 // Материалы конф., посвящ. 120-летию со дня рожд. И. И. Спрыгина (24-26 мая 1993 г., Пенза). Пенза, 1998. С. 4-9.
- Спрыгин И. И. Растительность Кичкилейки // Биоразнообразие: Проблемы и перспективы сохранения: Материалы Междунар. науч. конф., посвящ. 135-летию И. И. Спрыгина (13-16 мая 2008 г., Пенза). Ч. 1. Пенза, 2008. С. 4-5.
- Спрыгин И. И. Лекарственные растения Пензенской области. 2-изд. / Под ред. А. И. Иванова. Пенза, 1998. 106 с.